# Wölferlingen

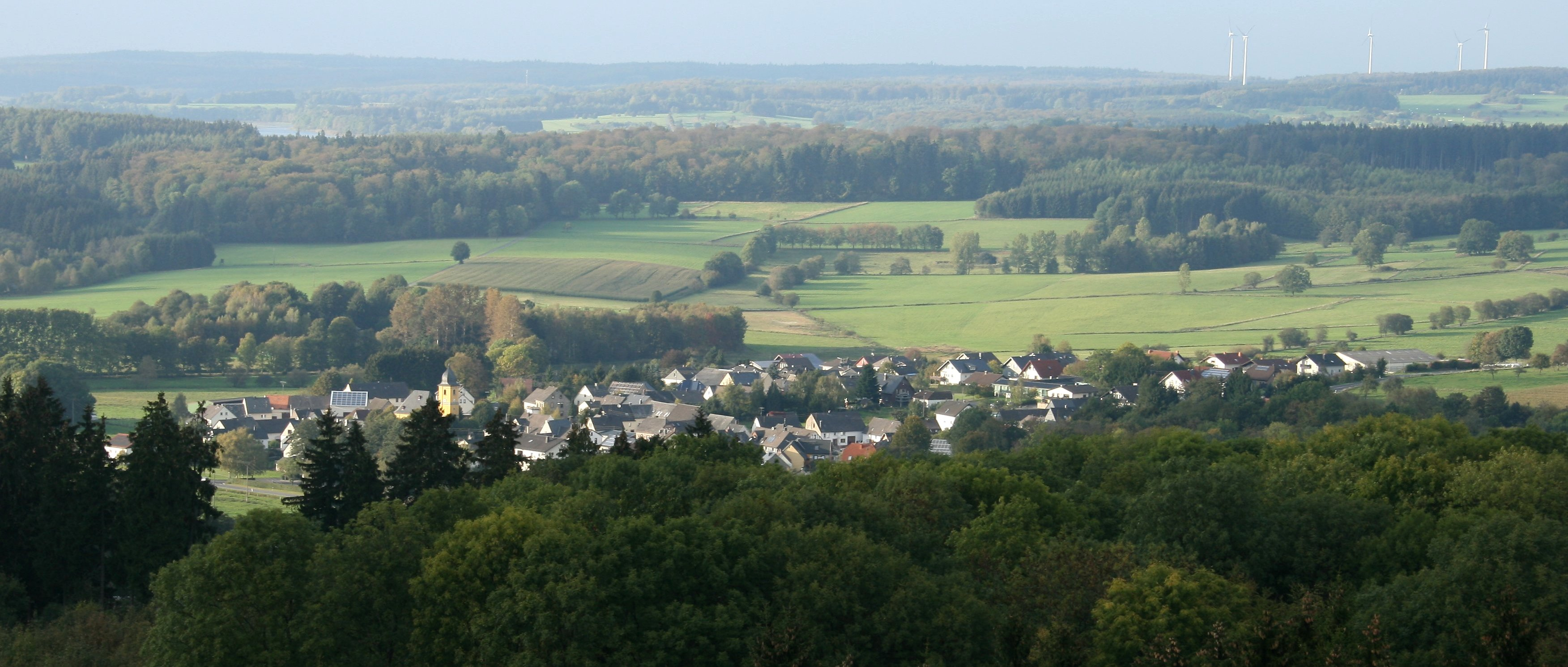
Blick über Wölferlingen

Wölferlingen (mundartlich: Wälferlinge) ist eine Ortsgemeinde im Westerwaldkreis in Rheinland-Pfalz. Sie gehört der Verbandsgemeinde Selters (Westerwald) an. Wölferlingen ist ein staatlich anerkannter Erholungsort.

## Geographie

### Geographische Lage
Wölferlingen liegt im Westerwald zwischen Hachenburg im Norden, Westerburg im Osten, Montabaur im Süden und dem etwa 8 km südwestlich gelegenen Selters. Es befindet sich direkt südsüdöstlich der Westerwälder Seenplatte, einem beliebten Ferien- und Erholungsgebiet. Der dortige Wölferlinger Weiher (1,02 Hektar) steht unter Naturschutz und ist bekannt wegen seiner seltenen Vogel- und Pflanzenarten.
Beim rund 700 Meter südsüdöstlich von Wölferlingen gelegenen Gemeindeteil Düringen befindet sich der Helleberg (491 m ü. NHN), auf dem seit 1998 ein Aussichtsturm mit Aussicht unter anderem über den Westerwald steht.

### Gemeindegliederung
Die Ortsteile der Gemeinde sind Wölferlingen und Düringen. Zu Wölferlingen gehören auch die Wohnplätze Berghof und Wölferlinger Kopf.

## Geschichte

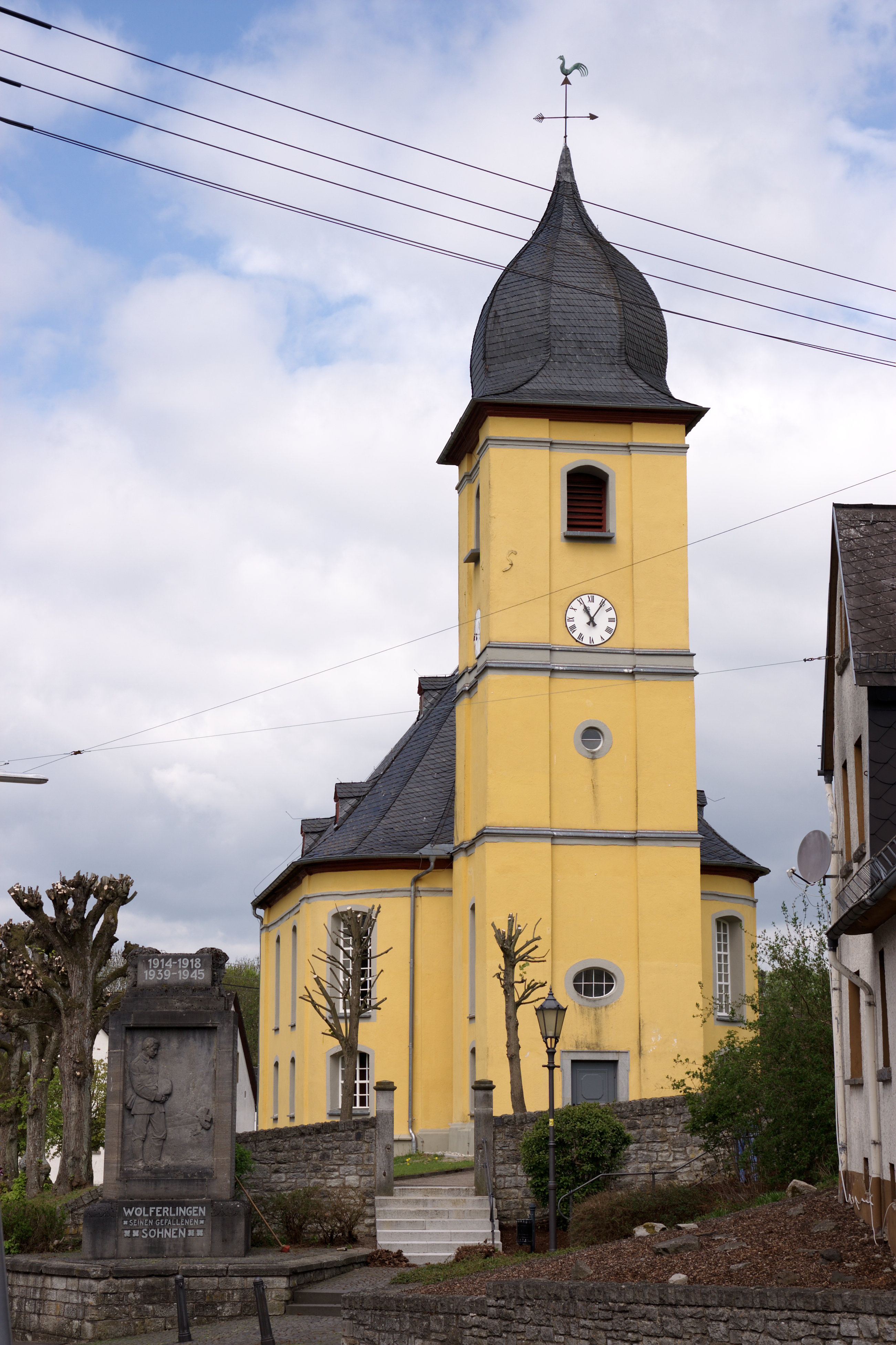
Evangelische Kirche

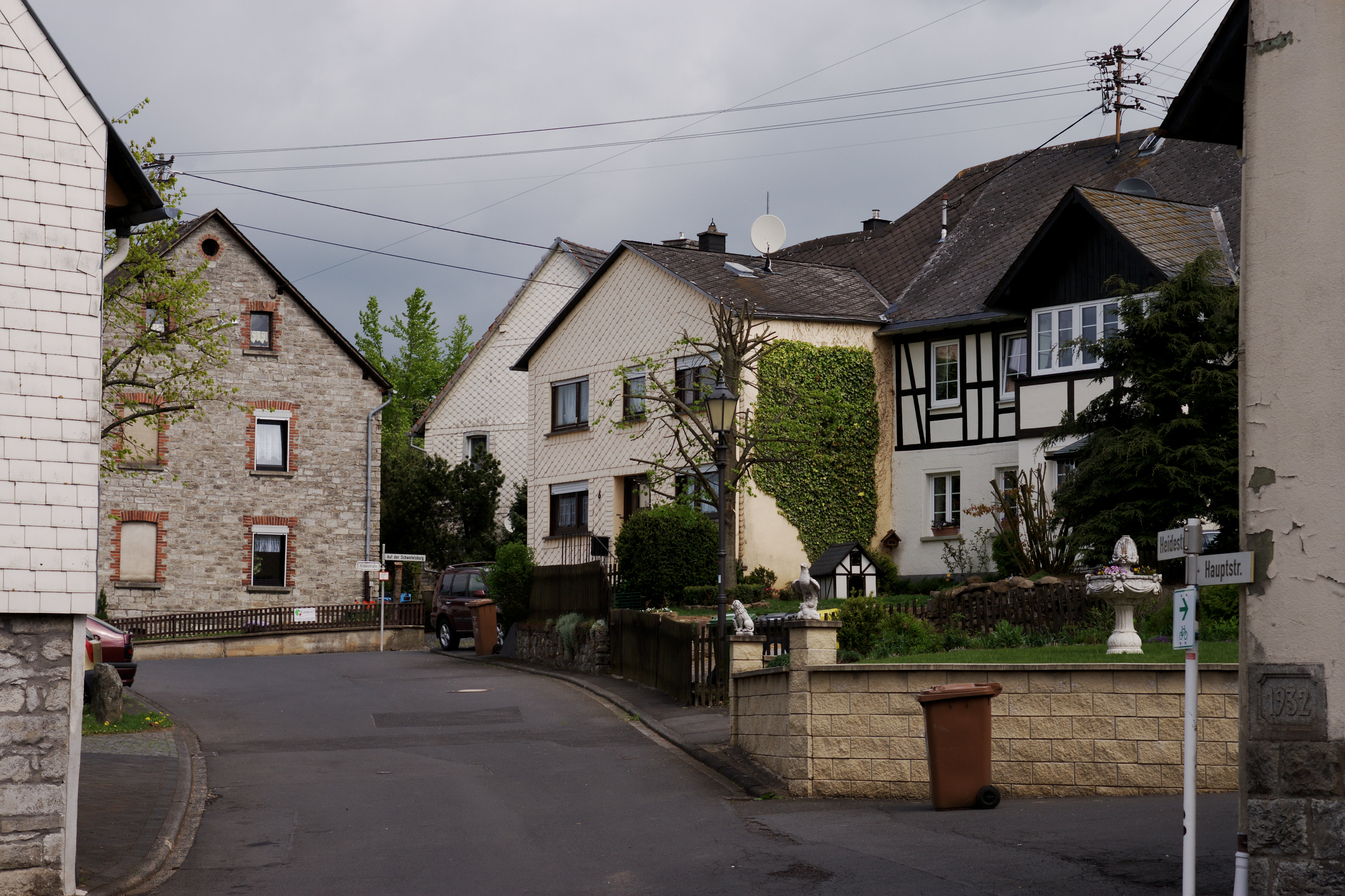
Ansicht in der Dorfmitte

Die Gemeinde wurde urkundlich (beiläufig) erstmals 1315 erwähnt. Die Schreibweise des Namens wechselte im Laufe der Jahrhunderte. 1349 wurde Wölferlingen als Wulferinc urkundlich erwähnt. 1359 heißt es Wolfferingin, später Wölfringen, Wolffryngen, Wulffringen, Wolfringen und seit 1622 Wölferlingen. Im Jahre 1399 wurde an der Stelle, wo heute die Kirche steht, eine Kapelle gebaut. 1999 konnte Wölferlingen zwei runde Geburtstage feiern – die (beiläufige) urkundliche Erwähnung von 1315 war bis dato noch nicht bekannt.
Die Pfarrkirche nahe der alten Köln-Frankfurter-Straße ist sowohl in ihrer Erscheinung mit Ostturm, Pilastergliederung und mit ausgerundeten Ecken wie auch mit ihrer Innengestaltung mit Kanzel an der Altarseite das Beispiel einer protestantischen barocken Predigtkirche.
Am 7. November 1970 wurde die bis dahin selbständige Gemeinde Düringen mit damals 71 Einwohnern eingemeindet.

## Politik

### Gemeinderat
Der Gemeinderat in Wölferlingen besteht aus zwölf Ratsmitgliedern, die bei der Kommunalwahl am 9. Juni 2024 in einer Mehrheitswahl gewählt wurden, und dem ehrenamtlichen Ortsbürgermeister als Vorsitzendem. Auch 2019 fand bereits Mehrheitswahl statt.

### Bürgermeister
Bei der Direktwahl am 26. Mai 2019 wurde Christoph Simon mit 66,12 Prozent der abgegebenen Stimmen für weitere fünf Jahre im Amt bestätigt. Bei der Direktwahl am 9. Juni 2024 wurde er ohne Gegenkandidaten mit 65,9 Prozent der Stimmen wiedergewählt.

### Wappen
| Wappen von Wölferlingen | Blasonierung: „In Silber und Rot links geschrägt; vorne ein wachsender schwarzer Wolf, rotbewehrt und -gezungt, hinten drei goldene Ähren.“ |
| Wappen von Wölferlingen | |

## Kultur und Sehenswürdigkeiten

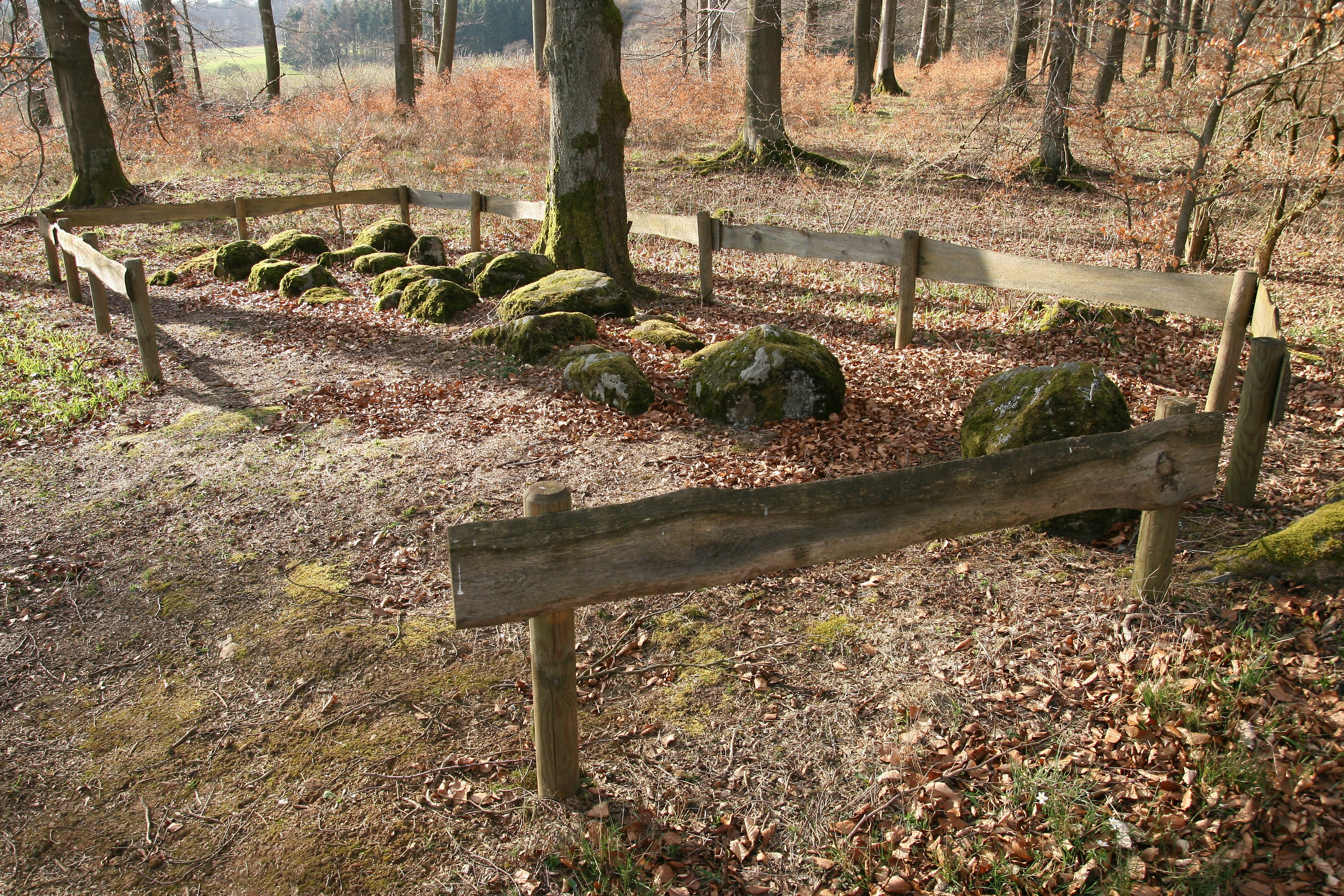
Mutmaßliche Steinsetzung

Nordnordöstlich des Ortes befindet sich am Waldrand eine mutmaßliche astronomisch-kalendarische Steinsetzung. Archäologen konnten jedoch nicht eindeutig klären, ob es sich dabei um eine menschgemachte Steinsetzung handelt. Auffällig ist, dass die Anordnung auf einen Punkt am Horizont zeigt, an dem die Sonne Anfang April und Anfang September aufgeht. Eine Jahresmarkierung für Aussaat und Ernte ist damit denkbar.

## Wirtschaft und Infrastruktur

### Wirtschaft
Während Wölferlingen früher ein landwirtschaftlich geprägter Ort war, hat er sich heute fast zu einer reinen Wohngemeinde entwickelt. Zurzeit gibt es in Wölferlingen noch einen Haupterwerbslandwirt und mehrere landwirtschaftliche Nebenerwerbsbetriebe. Trotzdem wird die ca. 800 Hektar große Gemarkung der Gemeinde (davon ca. 305 Hektar Gemeindewald) von diesen Landwirten noch ganz bewirtschaftet. Brachflächen gibt es kaum. Der Gemeindewald war früher die Haupterwerbsquelle der Gemeinde. Heute steht die Bedeutung des Gemeindewaldes als Garant für die Reinhaltung der Luft, als Wasserspeicher der Bevölkerung und als Anziehungspunkt für den Fremdenverkehr der Allgemeinheit im Vordergrund.

### Verkehr
- Die Gemeinde liegt östlich der B 8, die von Limburg an der Lahn nach Siegburg führt.
- Die nächste Autobahnanschlussstelle ist Ransbach-Baumbach an der A 3.
- Der nächstgelegene ICE-Halt ist der Bahnhof Montabaur an der Schnellfahrstrecke Köln–Rhein/Main.